# Psary-Stara Wieś
Psary-Stara Wieś est une localité polonaise de la gmina de Bodzentyn, située dans le powiat de Kielce en voïvodie de Sainte-Croix.